# Platnost a dovolenost (katolická církev)
V katolické církvi se používají pojmy validita (platnost) a liceita (dovolenost). Platnost označuje jednání, které má zamýšlené účinky; jednání, které nemá zamýšlené účinky, se považuje za „neplatné“. Dovolenost označuje jednání, které bylo vykonáno oprávněně; jednání, které nebylo vykonáno oprávněně, se považuje za „nedovolené“. Některá jednání mohou být nedovolená, ale přesto platná. Zjednodušeně lze říci, že dovolenost je morální rozměr; platnost znamená, zda skutečnost nastala či nenastala.
Katolické kanonické právo také stanoví pravidla pro dovolenost, nazývané také legitimní provedení úkonu, spolu s kritériem pro určení jeho platnosti či neplatnosti. Platné, ale nedovolené nebo platné, ale protiprávní (lat.: valida sed illicita) 
je popis situace, kterou se v katolické církvi označuje buď neoprávněné slavení svátosti, nebo nesprávně učiněný právní úkon, který však má právní účinek. Platnost se předpokládá vždy, když je úkon učiněn kvalifikovanou osobou, a zahrnuje ty věci, které v podstatě tvoří samotný úkon, jakož i náležitosti a požadavky stanovené zákonem pro platnost úkonu.

## Křest
Kodex kanonického práva z roku 1983 stanoví: „Nikomu není dovoleno, kromě případu nutnosti, udílet bez náležitého dovolení křest na cizím území, i kdyby šlo o jeho podřízené.“ V latinské církvi je udělování křtu jednou z úloh svěřených zejména faráři.
Podle téhož kodexu však může křtít každý člověk, i ten, kdo není pokřtěný, pokud má požadovaný úmysl. Požadovaný úmysl spočívá ve vůli učinit to, co činí katolická církev, když křtí, a použít trinitární křestní formuli.
V roce 2008 Kongregace pro nauku víry, která se od roku 2022 přejmenovala na Dikasterium pro nauku víry (lat. Dicasterium pro doctrina fidei, DDF) prohlásila, že křestní formule „Křtím tě ve jménu Stvořitele, Vykupitele a Posvětitele“ a „Křtím tě ve jménu Stvořitele, Osvoboditele a Udržovatele“ jsou neplatné.
V roce 2020 dikasterium (DDF) prohlásilo, že formule „Křtíme vás ve jménu Otce i Syna i Ducha svatého“ je pro účely udělování křtu neplatná. To způsobilo, že Matthew Hood, katolický kněz z Detroitu, kterého touto formulí pokřtil Mark Springer, již nebyl považován za kněze, protože Hood byl pokřtěn touto formulí (Hood byl později řádně pokřtěn a vysvěcen). Toto prohlášení z roku 2020 způsobilo další potíže, protože stejnou formulí byli Springerem pokřtěni i další lidé z Detroitu a další lidé přijali svátosti od Hooda po jeho vysvěcení v roce 2017. Kvůli stejnému prohlášení z roku 2020 musel jiný americký kněz Andrés Arango, který křtil stejnou formulí, řádně pokřtít ty, které pokřtil neplatně. Thomas Reese a emeritní profesor sakramentální teologie Peter Fink kritizovali prohlášení dikasteria s tím, že formule „My“ byla platná.

## Biřmování
V latinské církvi je ordinářem biřmování biskup, který může biřmování právoplatně udělovat svým podřízeným všude a na svém území i katolíkům, kteří nejsou jeho podřízenými, pokud to jejich ordinář výslovně nezakázal. V latinské církvi mohou prostí kněží (presbyteři) platně a právoplatně biřmovat za určitých okolností, například když křtí dospělé nebo je přijímají do církve a když hrozí nebezpečí smrti.
Kněží východních katolických církví mohou platně udělit svátost každému katolíkovi, dokonce i katolíkovi latinské církve, ale mohou tak učinit dovoleně pouze těm, kteří patří k jejich vlastní církvi, a ostatním katolíkům, kteří splňují podmínky, že jsou buď jejich podřízenými, nebo jsou jimi právoplatně pokřtěni, nebo jsou v nebezpečí smrti.

## Eucharistie
Ukázkovým příkladem platného, ale nedovoleného slavení svátosti je použití kvašeného pšeničného chleba k eucharistii v latinské církvi. Pokud se naopak místo pšeničné mouky použije rýžová nebo žitná mouka nebo se přidají jiná surovina než
mouka v takovém množství, že podle obecného mínění nejde o pšeničný chléb, nebyla by eucharistická oběť platná („transsubstanciace“ nenastane).
Stejně tak musí být platné víno používané k eucharistii. Neplatné víno by bylo jakékoli víno vyrobené z jiných než hroznových plodů nebo víno smíchané s jakoukoli jinou látkou, pouze pro slabá vína se povoluje přidání malého množství čistě vinné pálenky, aby se zabránilo zoctovatění či zkažení. Během mše se do vína přidá ještě malé množství vody.
Kněz, který byl laicizován, suspendován nebo exkomunikován, nesmí sloužit mši, ale pokud ji slouží, je považována za platnou, ale nedovolenou.

## Svátost smíření
Církevní právo týkající se zpovědí vyžaduje, aby kněží, kteří zpovídají, měli platnou zpovědní fakultu a jurisdikci. Protože pokání je nejen svátostným úkonem, ale také úkonem soudním, jsou takovéto fakulty vyžadovány jak pro platnost, tak pro dovolenost.
Ti, kdo jsou vybaveni fakultou zpovídat z důvodu úřadu nebo z pověření příslušného představeného řeholního institutu nebo společnosti apoštolského života, mají stejnou fakultu všude podle samotného práva, pokud jde o členy a jiné osoby, které žijí ve dne i v noci v domě institutu nebo společnosti. Tuto fakultu také užívají dovoleně, pokud ji nějaký vyšší představený v konkrétním případě neodepřel, pokud jde o jeho vlastní podřízené.
Zpovědi, při nichž kněz nemá fakulty k jejich vyslechnutí, ale bez dobrého důvodu předstírá, že je má, jsou platné, ale nedovolené. Církev nahrazuje fakulty umožňující platnost svátosti (kánon 144).
Papež František povolil kněžím kanonicky neregulérní Společnosti svatého Pia X. zpovídat během Roku milosrdenství v letech 2015 a 2016; papež František tuto výjimku prodloužil na neurčito v apoštolském listě Misericordia et Misera z 20. listopadu 2016.

## Pomazání nemocných
Každý kněz může platně udělovat svátost pomazání nemocných. Povinnost a právo udělovat ji přísluší knězi, kterému je svěřena duchovní péče o dotyčnou osobu. Místo něj ji však může z dobrého důvodu udělovat kterýkoli jiný kněz, pokud má předpokládaný souhlas kněze, který má tuto povinnost a právo.

## Kněžské svěcení
Všichni biskupové mohou světit na jáhna, kněze nebo biskupa. Platné, ale nedovolené svěcení, jak už název napovídá, je takové svěcení, při kterém biskup využije své platné možnosti někoho vysvětit na biskupa, aniž by k tomu předtím obdržel potřebné oprávnění. Totéž by platilo pro biskupské svěcení muže, který neprošel a nedokončil potřebné seminární vzdělání, jak to vyžaduje kanonické právo. Biskup pak jedná způsobem, který je považován za nedovolený nebo protiprávní.
Římskokatolický biskup, který někoho vysvětil na biskupa bez pověření papeže, je podle katolického kanonického práva automaticky exkomunikován, i když jeho svěcení může být považováno za platné. Osoba, která od něj přijímá svěcení, je rovněž automaticky exkomunikována. Exkomunikaci může zrušit pouze Svatý stolec.
Viz též: Kanonická situace Společnosti svatého Pia X. a Ecclesia Dei
Ve 20. století byl arcibiskup Marcel Lefebvre automaticky exkomunikován za platná, ale nedovolená svěcení čtyř biskupů pro SSPX bez papežského mandátu. Po Lefebvrově smrti Svatý stolec 21. ledna 2009 exkomunikaci čtyř biskupů zrušil, jeho obhájci však tvrdí, že jednal v těžké nouzi, což je podle kanonického práva z roku 1983 v tomto případě omluvou, aby se vyhnul automatické exkomunikaci (kánon 1323, §4).

## Manželství
Manželství uzavřené v řádné formě, ale bez výslovného svolení příslušné autority katolické církve mezi katolíkem a jinou pokřtěnou osobou zapsanou v církvi nebo církevním společenství, které není v plném společenství s katolickou církví, je „zakázané“ (nedovolené), ale platné. Na druhé straně manželství uzavřené v řádné formě mezi katolíkem a nepokřtěnou osobou je neplatné, pokud předtím nebyla získána dispens od příslušné církevní autority.
Další případy, kdy je manželství nezákonné i neplatné, jsou uvedeny v kánonech 1083 až 1094 Kodexu kanonického práva z roku 1983.